# Ivan Skuhala
Ivan Skuhala, slovenski teolog in katehet, * 15. avgust 1847, Tomaž pri Ormožu, † 18. februar 1903, Ljutomer.
Rodil se je očetu Jakobu in materi Mariji (rojena Močnik).
Na Visoki bogoslovni šoli v Mariboru je v letih 1875−1883 predaval logiko.